# Каттакурганський туман
Каттакурганський район (узб. Kattaqoʻrgʻon tumani, Каттақўрғон тумани) – адміністративний район розташований на заході Самаркандської області Узбекистану. Площа району складає 1470 км.кв, населення станом на 2002 рік 189 000 чол. До складу району входить 8 селищ та 11 сільських сходів. Адміністративний центр району – селище Пайшанба.

## Історія
Протягом 5 століть територія району входила до складу Бухарського емірату, однак сам район як адміністративну одиницю було утворено на початку 1920-х років. У 1938 році район увійшов до складу Самаркандської області.

## Транспорт та інфраструктура
Територію району пересікають автомобільні та залізничні магістралі, які зв’язують Самарканд та Бухару. Найближча залізнична станція Каттакурган, хоча однойменне місто не входить до складу району. Найближчий аеропорт: Навої.
У районі є меліоративні канали. Південніше Каттакургана, біля селища Сув-Ховузі створено велике водосховище.

## Економіка
Традиційно район славився виготовленням ювелірних виробів, кераміки, килимів, виробів з шкіри. Зараз в районі домінує сільське господарство, при цьому понад половина посівних площ відведена під бавовну. Решта – зернові та технічні культури, сади та пасовища.

## Адміністративний поділ
Селища:
- Пайшанба
- Сув-Ховузі
- Мундийон
- Полвонтела
- Карадар’я
- Куйравот
- Войрот
- Янгикургонча
- Каттаминг

Села:
- Гірдикурган
- Янгикурганча
- Аманбай
- Дурбеш
- Каттакурпа
- Каттамінг
- Кичикмундіян
- Майбулак
- Сарайкурган
- Джумабай
- Куштепа